# Herobrine
Herobrine（ヘロブライン、ヘロブレイン、ヒロブライン、ヒロブレイン）は、サンドボックスゲーム『Minecraft』発祥の都市伝説およびクリーピーパスタである。多くの場合、Minecraftのキャラクターであるスティーブのバリエーションとして描かれ、瞳孔のない真っ白な目と、主にプレイヤーの世界を破壊する行動が特徴とされる。この話は、2010年の4chanの/v/板の匿名投稿が発端であり、投稿者がシングルプレイワールドで奇妙な人物と遭遇し、その目撃について他のプレイヤーに話そうとしたところメッセージが削除されたと報告した。配信者のCopelandおよびPatimussがそれぞれ自身のバージョンを作成したことで更に話題となった。
HerobrineはMinecraftを取り巻くオンライン文化の人気要素となり、実質的にインターネット・ミームでもある。キャラクターへの関心から、多くの人がHerobrineを中心とした独自の話や目撃談を創作したほか、彼をゲームに追加するMODも作成された。キャラクターへの関心は2020年代まで続き、元の目撃報告に関連するかつての失われたメディアが再発見されることもあった。Herobrineは、ビデオゲームの中で最も顕著な伝説の一つとされ、『Guinness World Records』の「最高のビデオゲームの悪役」にランクインしたが、Minecraft内に実際に存在したことはない。Minecraftの開発者たちも、何度かこのキャラクターに言及している。

## 起源と特徴
2010年、『Minecraft』のアルファ版開発段階の時期に、4chanの/v/板へ匿名で投稿が行われ、投稿者はゲームをプレイ中に謎の存在に遭遇したと主張した。この投稿では、新しいワールドを開始して間もなく、遠くに牛と思われるものを見かけ、それを倒そうと近づいたところ、霧の中から白い目をした2人目のプレイヤーキャラクターがじっと見つめており、その後すぐに姿を消したとされる。遭遇後、投稿者は自分が作っていない奇妙な構造物の数々に気付いたという。他のプレイヤーにこの出来事を話そうとしたところ、自分の投稿が削除されており、最終的に「Herobrine」と名乗るユーザーから「Stop.（やめろ。）」とだけ書かれたメッセージを受け取ったと主張した。匿名投稿は続き、他のプレイヤーからHerobrineはMinecraftの制作者であるマルクス・ペルソン（Notch）の兄弟の別名だと告げられたと記した。4chanへの投稿では、ペルソンは兄弟がいるかどうか尋ねられ、「かつてはいたが、今はもういない」と答えたとされる。
同時期、4chanの別の匿名投稿者が、ゲーム内の音楽ディスク「13」を聴いた後、洞窟で別の存在に遭遇したと書き込んだ。この存在も白い目をして霧の中に潜み、「White Eyes」と名付けられ、Herobrineとの関連が推測された。元の物語が公開された直後、配信者のCopelandとPatimussは、前者が元の投稿を見て気に入ったことから、それぞれHerobrineとの遭遇を演出した。Copelandの配信では、カスタムテクスチャパックを使い、約2時間家の建設をしながらサバイバルワールドでプレイした。部屋に入るとHerobrineがじっとこちらを見ており、その場をすぐに離れてかなり遠くまで移動した後、Herobrineに見守られながら溶岩に落ちて焼死した。この遭遇はCopelandがゲーム内テクスチャを編集し、Herobrineを登場させて作ったものであった。配信終了後、視聴者は動くリアルな目を持つHerobrineのGIF画像へリダイレクトされた。Patimussの配信では、Herobrineが溶岩の上を歩く様子を目撃し、すぐにゲームを終了した。
Copelandの配信後、彼は再度配信しようとした際にパソコンがクラッシュしたと主張した。その後「him.html」というタイトルのウェブページを共有した。このページには、Minecraftのデフォルトスキンであるスティーブの、現実的な動く目に差し替えられたGIF画像と、下部には「あなたは心の中のファンタジーの世界に生きている、目覚めなければならない」といった内容のテキストが表示されていた。これによりHerobrineの別名として「HIM」が付いた。これらの配信以降、Herobrineの人気はMinecraftコミュニティ全体に広がり、人々が独自の目撃談を創作したほか、キャラクターをゲームに追加するためのMinecraft用MODも開発された。Herobrineの目撃談の多くは赤字の注釈や不気味な音楽とともに報告されている。Herobrineを中心とした物語やMODでは、金や他のゲーム内素材で作った構造物によって召喚されるのが一般的である。代表的な特徴として、異常な構造物の建造や、ワールド中にランダムなトンネルを掘ったり木の葉を取り除いたりするなどの破壊行為が挙げられる。時には肉体を持たず白い目だけで描写されることもある。

## 受容と遺産

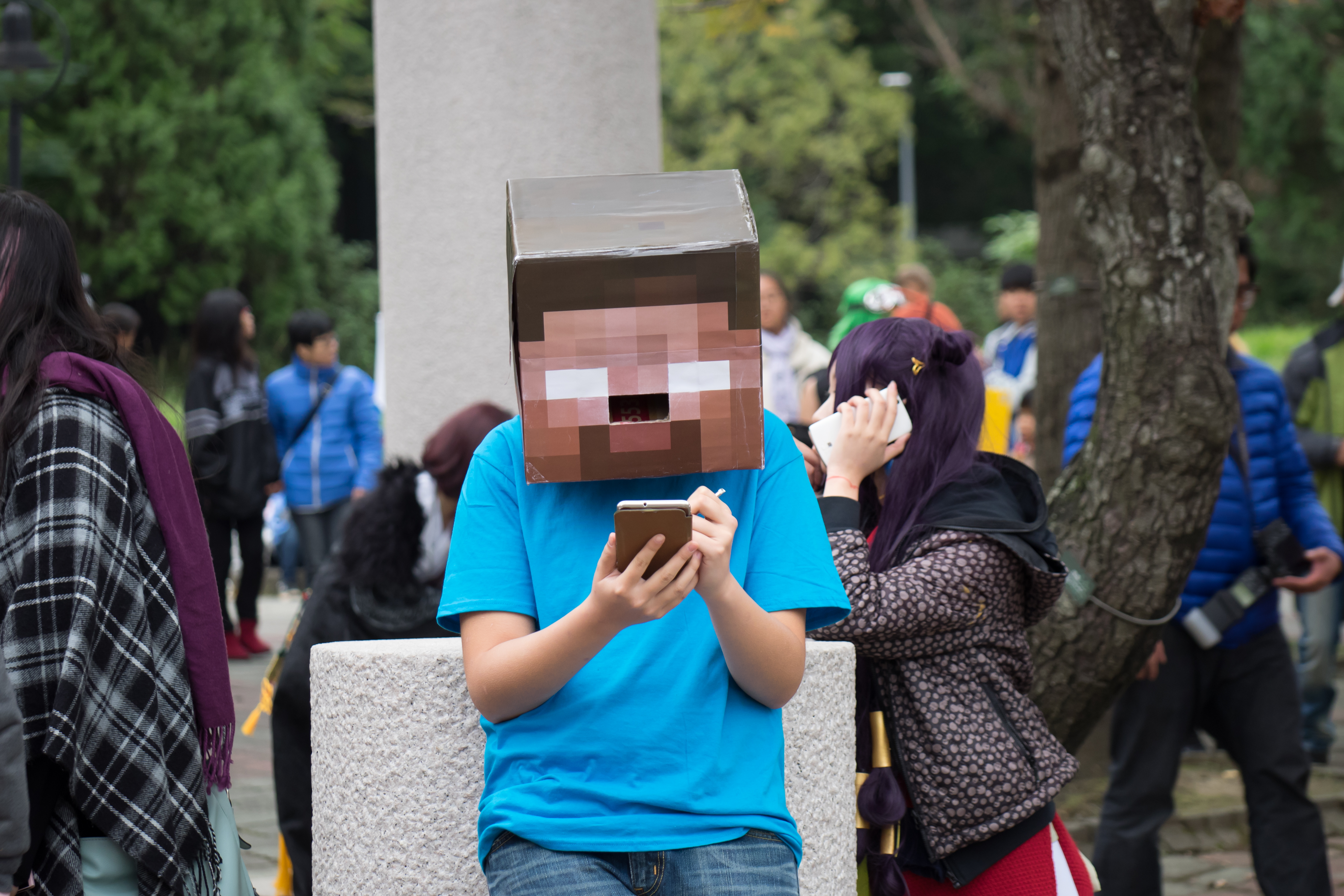
Herobrineのマスクを着用したコスプレイヤー

Herobrineは2010年代に広く人気を集め、Minecraftコミュニティの著名な存在でありインターネット・ミームとなった。ファンによってEntity 303など他のMinecraftのcreepypastaも作られたが、いずれもHerobrineほどの知名度を得ることはできなかった。『VG247』のNadia Oxfordは、HerobrineをMinecraftのファン作品の一つと表現した。また『IGN』のPaul Deanは、Herobrineを「ゲームの幽霊現象の最も有名な例」と評した。『PC Gamer』のLauren Mortonは、Herobrineが実際には存在しなかったにもかかわらず、「多くのMinecraftプレイヤーの心の中で生き続けている」と書いている。Gabriel Menottiは、Herobrineをビデオゲームのユーザー生成録画がプレイヤーの想像力を変え、ゲームを本来の枠を超えて捉えさせる例として挙げている。
一部のプレイヤーはHerobrineが実在すると信じており、これによりMojangの社員がコメントを出す事態ともなった。ペルソンは特にHerobrineの存在を何度も否定しており、2011年には兄弟がいないとツイートした。それでもMojangはHerobrineについて多くの言及を行い、Minecraftの多くのバージョンのアップデートログには「Herobrineを削除した」といったジョークが記載されてきた。Minecraftのリードデザイナーであるイェンス・バーゲンステン（Jeb）は「Herobrineについては普通あまり話さない」「それは謎だ。我々も本当か嘘かははっきりさせていない」と『G1』に語った(pp00:21 – 46)。MinecraftディレクターのAgnes Larssonは、ゲーム内のWardenというクリーチャーがコミュニティのホラー「神話」に着想を得ていると述べた。2025年の映画『マインクラフト/ザ・ムービー』では、スティーブ（ジャック・ブラックが演じる）が白く光る目を持つ場面が描かれている。このシーンはファンの間ではHerobrineへの言及と広く解釈されたが、クリエイティブディレクターのTorfi Frans Olafssonは、実際には視覚効果の不具合によるもので、スケジュールの都合で修正されなかったと説明している。これはHerobrineが本当はゲーム内に存在しない存在でありながら「付き纏う」という性質と皮肉な偶然と見る者もいた。
2013年にはHerobrineが『ギネス世界記録』主催「史上最高のゲームの悪役50人」投票で46位にランクインした。Herobrineを題材にしたファンによる書籍『The Legend of Herobrine』なども出版されている。2021年にはこの物語への関心が続き、元祖Herobrine目撃ワールドのシード値がMinecraft@Homeプロジェクトのプレイヤーグループによって発見された。同様に2020年、MinecraftのプレイヤーのEnderboss25がCopelandと連絡を取り、Herobrineの人気のきっかけとなった元配信の映像復元に取り組んだ。元映像は失われていたが、ワールドファイルは復元され、2人の協力で配信の再現が行われた。2024年7月、元の配信はbrutallillfjompというユーザーによってYouTubeへアップロードされた。彼は2010年に配信を保存しており、それが「失われた」と認識されていたことを前日に動画で知るまで気付いていなかった。